# بدون تعهد
بدون تعهد (به انگلیسی: No Strings Attached) عنوان فیلمی است آمریکایی که در تاریخ ۲۱ ژانویه سال ۲۰۱۱ منتشر شد. ژانر این فیلم کمدی و رمانتیک است. کارگردان فیلم ایوان رایتمن است. بازیگران این فیلم اشتون کوچر، کوین کلاین، کری الوس و ناتالی پورتمن هستند.